# Mustapha El Bouhssini
 (mars 2018).
Mustapha El Bouhssini est un scientifique marocain récompensé plusieurs fois pour ses recherches et travaux dans le domaine agricole.

## Biographie
Mustapha El Bouhssini a commencé sa carrière scientifique au Centre de l’aridoculture de l’Institut national de recherche agronomique à Settat pendant 15 ans (de 1980 à 1995). Depuis 2012 il travaille pour l'ICARDA (Centre international de recherche agricole dans les zones arides).

## Récompenses
Mustapha El Bouhssini a eu 14 récompenses dont cinq décernés par l'ICARDA, deux par le Maroc et sept par des instances internationales. 
Notamment en mars 2018, le scientifique marocain reçoit le « Prix d’Excellence à vie » (Lifetime Achievement Award-2018) pour ses recherches dans le domaine de la résistance des plantes aux insectes.